# セルビア (客船)
セルビア（英: SS Servia）は、キュナード・ライン所有のオーシャン・ライナーであった。スコットランドのジョン・ブラウン・アンド・カンパニーで建造され、1881年3月1日に進水した。2本の煙突と4つのデッキ（プロムナード・デッキは含まない）を持ち、全長515 フィート (157 m) 、全幅52.1フィート (15.9 m) であった。セルビアは同年11月26日にリヴァプール - ニューヨーク間で処女航海を行い、1902年に解体されるまで使用され続けた。
セルビアはキュナード・ラインで初めて鋼鉄製の船体を持ち、また、白熱灯を搭載していた船舶であった。

## 参照
- Norway Heritage: S/S Servia, Cunard Line

| 記録                        | 記録                  | 記録                      |
| --------------------------- | --------------------- | ------------------------- |
| 先代 シティ・オブ・ベルリン | 世界最大の客船 1881年 | 次代 シティ・オブ・ローマ |